# Франц Савич
Франц Андрійович Савич (близько 1815, с. Велятічи Пінського повіту Мінської губернії — 1845, Янушпіль Житомирського повіту Волинської губернії) — поет, публіцист, революційний демократ. Писав польсько-білорусько-українською мішанкою.

## Літературна діяльність
Свою діяльність сам Савич характеризував так: «Займався трохи літературою, писав вірші й прозу». Зберігся лише один її вірш — «Там блізко Пиньска…» (поліським діалектом української мови). Відомі його твори: статут Демократичного суспільства «Принципи демократизму», прокламація «Зауваження про моральну війні народу з деспотизмом», автобіографічні «Сповідь» і мемуари.
Твори Савича були опубліковані в таких виданнях:
- Pamiкtnik… // Heleniusz E. Wspomnienia lat minionych. — T. 2. — Krakyw, 1876.
- Tam blizko Pinska // Pawiowicz E. Wspomnienia z nad Wilji i Niemna. — 3 wyd. — Lwyw, 1895.
- Дзе ж тое шчасце падзелася?.. // Беларуская літаратура ХІХ стагоддзя: Хрэстаматыя. — Мн., 1971.